# 皮尔斯巴赫
皮尔斯巴赫是奥地利上奥地利州弗克拉布鲁克县的一个市镇。总面积10平方公里，总人口631人，人口密度63.1人/平方公里（2005年）。